# Executor judecătoresc
Executorul judecătoresc este un profesionist din domeniul juridic, licențiat în drept, care are responsabilitatea de a pune în aplicare dispozițiile legale cu caracter civil din titlurile executorii emise de instanțele de judecată. Executorii judecătorești pot confisca și valorifica bunuri pentru recuperarea datoriilor, pot notifica acte judiciare și extrajudiciare, precum și comunica acte de procedură. Aceștia sunt abilitați să supravegheze executarea măsurilor dispuse de instanță, să constate stări de fapt sau să recupereze pe cale amiabilă diverse creanțe.

## Atribuții principale
- Punerea în executare a hotărârilor judecătorești și altor titluri executorii cu caracter civil.
- Notificarea actelor judiciare și extrajudiciare, precum și comunicarea actelor de procedură.
- comunicarea actelor de procedură;
- Recuperarea creanțelor pe cale amiabilă sau forțată.
- Aplicarea măsurilor asiguratorii dispuse de instanțele de judecată.
- Constatarea unor stări de fapt în condițiile legii.
- Întocmirea protestului de neplată pentru cambii, bilete la ordin sau cecuri.

## Intrarea în forță și confiscarea bunurilor
Executorul judecătoresc poate intra într-o proprietate pentru a confisca bunuri, conform legii. Intrarea poate fi efectuată prin uși deblocate sau, în anumite condiții, executorul poate folosi forța rezonabilă, de exemplu, dacă a fost deja admis accesul anterior, dar ulterior acesta a fost împiedicat.

## Condiții pentru exercitarea funcției
Pentru a deveni executor judecătoresc, o persoană trebuie să îndeplinească mai multe criterii, printre care cetățenia română, licențierea în drept, o reputație bună și o stare de sănătate corespunzătoare. De asemenea, este necesară promovarea examenului de admitere în profesie sau a unui stagiu de minim 2 ani.

## Mandat de arestare
Executorii nu au atribuții directe privind mandatele de arestare, acestea fiind de competența judecătorilor și instanțelor de judecată.